# André Ducharme
Pour les articles homonymes, voir Ducharme.
André G. Ducharme (Montréal, 23 juillet 1961) est un comédien, scénariste, metteur en scène et humoriste québécois. Il a fait partie du groupe d'humour Rock et Belles Oreilles de 1981 à 1995. Depuis, il écrit diverses émissions de télé et scénarise des films de Guy A. Lepage.
Après 10 ans à faire la narration d'Un souper presque parfait, André Ducharme a décidé de tirer sa révérence au mois de novembre 2020. 

## Cinéma et télévision

### Acteur
- 1986 - 1995 : Rock et Belles Oreilles (série télé)
- 1987 : Les Voisins (Film Québécois) : Junior
- 1996 : Science-Friction (série télé) (animateur)
- 1997 - 2003 : Un gars, une fille (série télé)
- 2001 : Méchante semaine (série télé)
- 2002 - 2006 : Virginie (série télé)
- 2004 : Camping sauvage
- 2004 : Les Aimants
- 2006 : Humour P.Q. (animateur)
- 2008 : Le Retour de Dominic et Martin avec le duo humoristique Dominic et Martin
- 2010 - 2020 : Un souper presque parfait (narrateur)

## Scénariste
- 1986 - 1995 : Rock et Belles Oreilles (série télé)
- 1996 : Science-Friction (série télé)
- 2001 : Méchante semaine (série télé)
- 2004 : Camping sauvage
- 2004 - 2006 : Tout le monde en parle (émission télé).
- 2004 - Aujourd'hui : Il est le scénariste en chef et scripteur de : Tout le monde en parle .

## Distinctions
- Médaille d'honneur de l'Assemblée nationale, 2011[2]